# Tromedja
A Tromedja hegycsúcs Montenegró, Albánia és Koszovó határán fekszik a Prokletije hegység területén, a Bogićevica hegyvidéken. Legmagasabb pontja a 2366 méteres tengerszint feletti magassággal rendelkező Tromedja. A hegycsúcs déli lejtői Albániához és Északnyugat-Koszovóhoz tartoznak, míg az északnyugati lejtői már Montenegró területét képezik. Az albán és a koszovói oldalon egy völgy található. Az albán Debërdol település közel fekszik a hegycsúcshoz. 

## Fordítás
- Ez a szócikk részben vagy egészben  a   Tromedja (mountain peak) című angol Wikipédia-szócikk ezen változatának fordításán alapul.  Az eredeti cikk szerkesztőit annak laptörténete sorolja fel. Ez a jelzés csupán a megfogalmazás eredetét és a szerzői jogokat jelzi, nem szolgál a cikkben szereplő információk forrásmegjelöléseként.